# 권순학
권순학(1987년 9월 2일~)은 대한민국의 축구 선수 출신의 축구 지도자이다. 선수 시절의 포지션은 공격수이다.

## 가족 관계
- 권순태